# Mariene ecoregio Sofalabaai/Moeraskust
De Mariene ecoregio Sofalabaai/Moeraskust (101) (Engels: Bight of Sofala/Swamp Coast marine ecoregion) is een biogeografische regio en ligt in het westen van de Indische Oceaan in de Mariene provincie Westelijke Indische Oceaan (20) in het Marien rijk Westelijke Indo-Pacific. De mariene ecoregio is vastgesteld door het World Wide Fund for Nature en The Nature Conservancy en is vernoemd naar de Sofalabaai en Swamp Coast.
In het noordoosten grenst het gebied aan de mariene ecoregio Oost-Afrikaanse Koraalkust (95), in het oosten aan de mariene ecoregio Westelijk en Noordelijk Madagaskar (100) en in het zuiden aan de mariene ecoregio Delagoa (102).

## Geografie
De mariene ecoregio ligt in het westen van de Indische Oceaan voor de oostkust van Mozambique. Het gebied strekt zich uit van het district Liúpo tot ten zuiden van de monding van de Buzene en omvat onder andere de wateren rond het eiland Angoche en de mondingen van de Rio dos Bons Sinais, de Zambezi en de Pungwe.
Door het gebied stroomt de Mozambiquestroom.

## Biogeografie
Het gebied kent zeeleven dat houdt van tropische temperaturen.